# 寰樞椎結核
寰樞椎結核是一種罕見的脊柱結核，約佔脊柱結核的0.3%～1%。脊柱結核首先會感染滑膜、側塊或椎體松質骨，進而緩慢地侵犯椎體之間的韌帶，令寰樞椎變得不穩定。因為寰樞椎結核缺乏特異性的早期表現，診斷較為困難，甚至會誤診，誤診率高達50%～71%。
Lifeso將寰樞椎結核分成三個階段。第一階段沒有發現骨質破壞或移位的證據，第二階段出現韌帶破壞、寰椎在樞椎上的前移位和最小的骨破壞，同時還具有或不具有齒狀突的近端移位，而第三階段則有明顯的骨質破壞及完全閉塞的寰椎前弓。

## 臨床症狀
寰樞椎結核的早期臨床症狀是輕微和非特徵性的，主要特徵是頸部疼痛、頸部活動受限，然而頸椎病和強直性脊柱炎等也有相似的臨床症狀，可以導致漏診或誤診。有研究指出其他相關的特徵包括獲得性免疫缺陷綜合徵、夜間體溫升高和體重減輕。
寰樞椎結核非特異性症狀的平均持續時間為5至6個月。隨著病情的發展，慢慢會出現四肢癱瘓、延髓功能障礙、呼吸危象，甚至可能會猝死，即斜頸和進展性頸髓受壓迫症狀。

## 治療
目前在治療寰樞椎結核時並沒有明確的指導方針，從抗結核藥物等保守治療到手術治療的觀點各不相同，然而寰樞椎結核治療方案的主要決定標準就是患者的神經受損、骨質破壞和脊髓壓迫的程度，以及寰樞椎脫位和對抗結核藥物的敏感性。